# Янг Тауншип (округ Джефферсон, Пенсільванія)
Янг Тауншип (англ. Young Township) — селище (англ. township) в США, в окрузі Джефферсон штату Пенсільванія. Населення — 1711 особа (2020).

## Демографія
Згідно з переписом 2010 року, у селищі мешкало 1749 осіб у 720 домогосподарствах у складі 508 родин. Було 797 помешкань
Расовий склад населення:
| - 98,6 % — білих - 0,3 % — чорних або афроамериканців - 0,3 % — азіатів - 0,1 % — корінних американців |

До двох чи більше рас належало 0,6 %. Частка іспаномовних становила 0,3 % від усіх жителів.
За віковим діапазоном населення розподілялося таким чином: 20,2 % — особи молодші 18 років, 63,5 % — особи у віці 18—64 років, 16,3 % — особи у віці 65 років та старші. Медіана віку мешканця становила 44,7 року. На 100 осіб жіночої статі у селищі припадало 99,4 чоловіків;  на 100 жінок у віці від 18 років та старших — 102,0 чоловіків також старших 18 років.
Середній дохід на одне домашнє господарство  становив 67 438 доларів США (медіана — 49 632), а середній дохід на одну сім'ю — 79 110 доларів (медіана — 60 083). Медіана доходів становила 50 517 доларів для чоловіків та 31 694 долари для жінок. За межею бідності перебувало 11,9 % осіб, у тому числі 17,7 % дітей у віці до 18 років та 6,6 % осіб у віці 65 років та старших.
Цивільне працевлаштоване населення становило 811 осіб. Основні галузі зайнятості: освіта, охорона здоров'я та соціальна допомога — 25,3 %, виробництво — 11,8 %, сільське господарство, лісництво, риболовля — 10,1 %, роздрібна торгівля — 8,9 %.